# Nonacosane
Le nonacosane est un hydrocarbure linéaire de la famille des alcanes de formule brute C29H60 .